# Onesia canescens
Onesia canescens este o specie de muște din genul Onesia, familia Calliphoridae, descrisă de Villeneuve în anul 1926. Conform Catalogue of Life specia Onesia canescens nu are subspecii cunoscute.